# Drensteinfurt
Die Stadt Drensteinfurt (Stewwert im Niederdeutschen) ist eine kreisangehörige Stadt im Kreis Warendorf südlich von Münster in Nordrhein-Westfalen. Zur Stadt Drensteinfurt gehören die Ortschaften Drensteinfurt, Rinkerode und Walstedde.

## Geographie
Drensteinfurt liegt an der Werse und grenzt (im Uhrzeigersinn, beginnend im Nordosten) an die Städte und Gemeinden Sendenhorst und deren Stadtteil Albersloh (Kreis Warendorf), Ahlen (Kreis Warendorf), Heessen (kreisfreie Stadt Hamm), Bockum-Hövel (kreisfreie Stadt Hamm), Ascheberg (Kreis Coesfeld) sowie Münster (kreisfreie Stadt).
Drensteinfurt ist umgeben von Feldern und Wiesen, die hauptsächlich für die Rinderzucht genutzt werden. Hecken und kleinere Waldstücke unterbrechen die Felder und dienen als Rückzugsort für viele Wildtiere. Zusammen mit einem gut ausgebauten Radwegenetz und den vielen Feld- und Wirtschaftswegen ergibt sich das typische Bild der „Münsterländer Parklandschaft“.
Teile der Waldgebiete Davert und Hohe Ward umgeben den Ortsteil Rinkerode. Die Davert ist als Waldgebiet relativ jung. Nach der Markenteilung zu Beginn des 19. Jahrhunderts wurde diese sumpfige Landschaft größtenteils trockengelegt und aufgeforstet. Heute prägen vor allem Eichen- und Buchenwälder im Wechsel mit landwirtschaftlichen Nutzflächen dieses immer noch relativ dünn besiedelte Gebiet. Die Hohe Ward ist aufgrund des sandigen Bodens zum Teil mit Waldkiefern aufgeforstet worden. Die feuchteren Randbereiche auf etwas schwereren Böden sind aber ebenfalls von Laubwäldern geprägt. Die Hohe Ward wird neben der Naherholung vor allem zur Trinkwassergewinnung der Stadt Münster genutzt.

## Ortsteile
- Drensteinfurt
- Walstedde
- Rinkerode

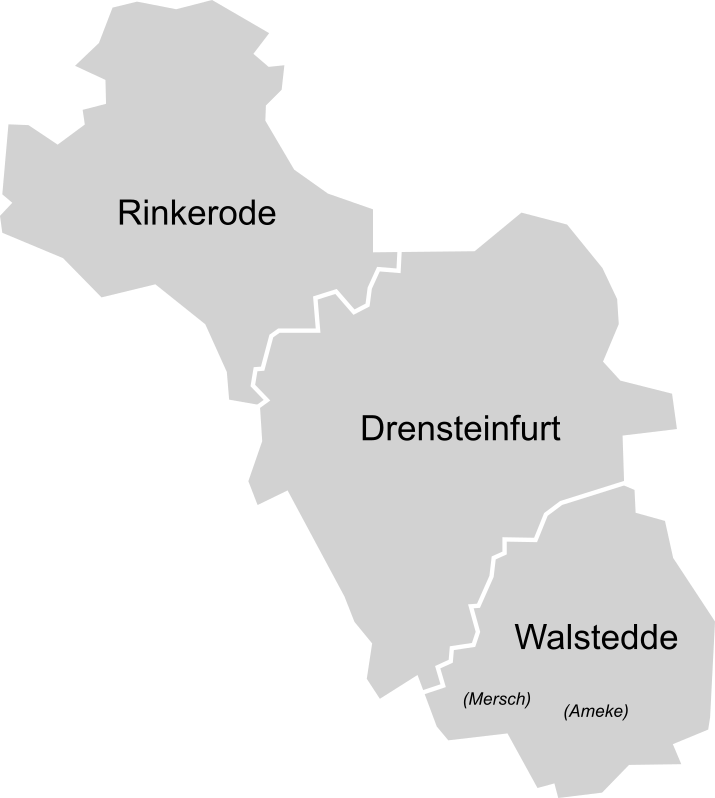
Ortsteile von Drensteinfurt

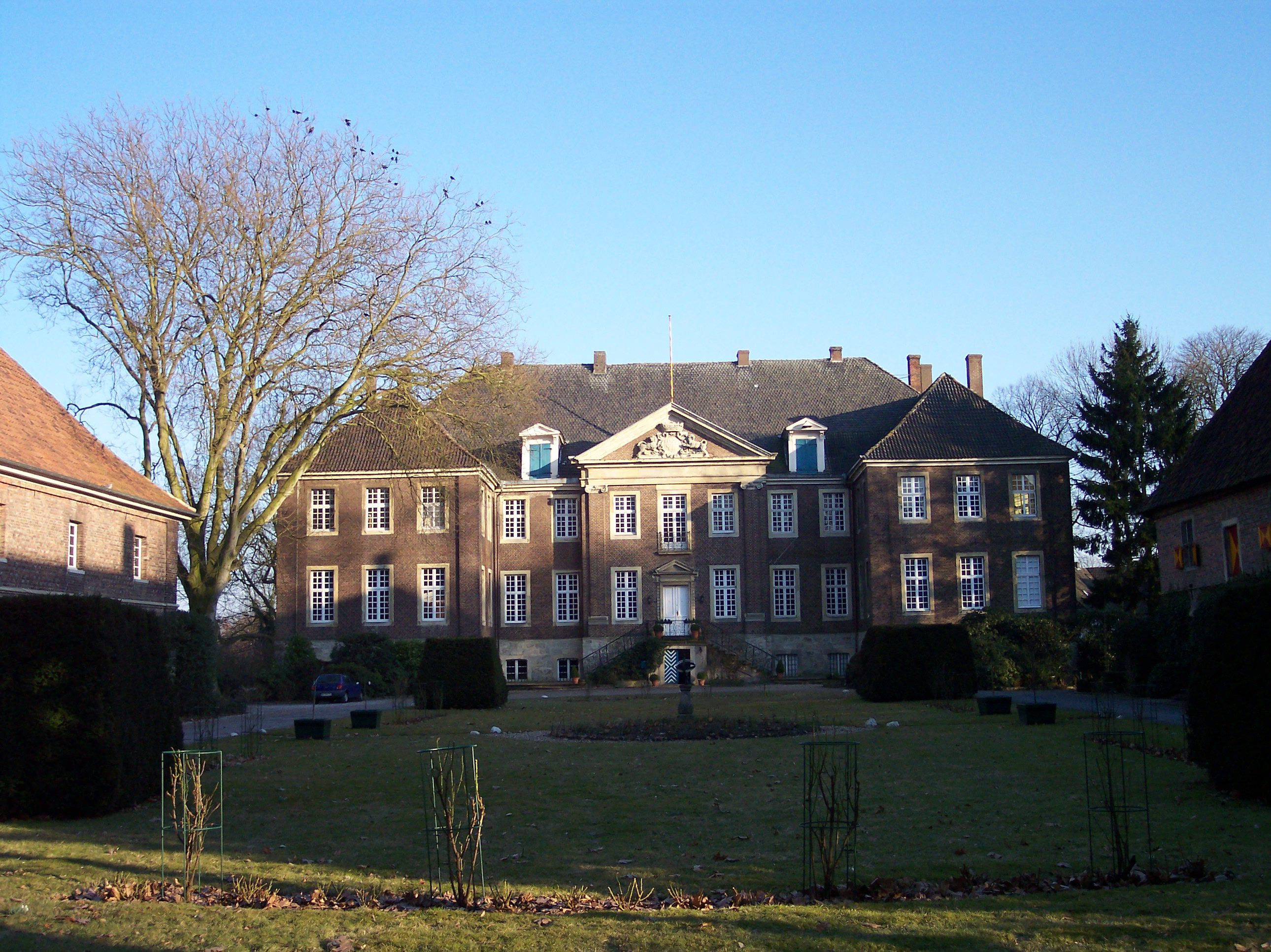
Das Schloss von Drensteinfurt

- Mersch liegt etwa drei Kilometer von Drensteinfurt an der Bahnstrecke Münster–Hamm. Bemerkenswert ist in diesem Stadtteil das Wasserschloss Haus Venne.
- Ameke liegt im Süden von Drensteinfurt zwischen Mersch und Walstedde und hat als Sehenswürdigkeit die kleine Kapelle St. Georg.

## Geschichte

### Name
Der Name Drensteinfurt leitet sich von zwei Begriffen ab, zum einen dem Dreingau, was so viel wie fruchtbares Land heißt, und zum anderen von der im Mittelalter vorhandenen steinernen Furt, die der einzige Übergang über die Werse war.

### 9. Jahrhundert/erste urkundliche Erwähnung

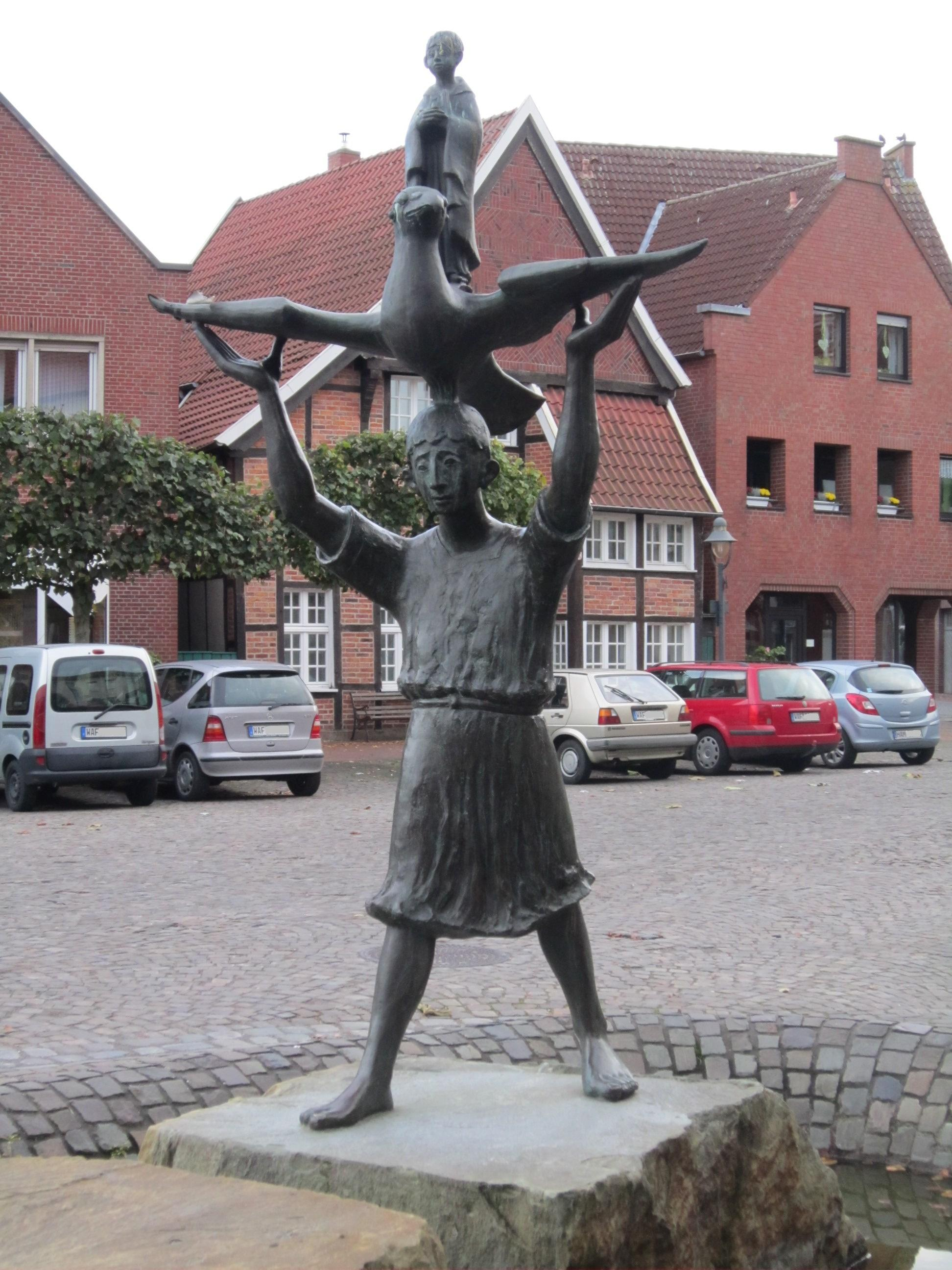
Bronzeskulptur mit Walbraht und dem Heiligen Alexander beim Überqueren der Wersefurt in Drensteinfurt (Ansicht aus 2012)

Drensteinfurt wird zum ersten Mal im Jahr 851 im Zusammenhang mit der Alexander-Translation urkundlich erwähnt. Walbraht, ein Enkel Widukinds, überführte Gebeine des Märtyrers Alexander von Rom nach Wildeshausen. Auf dieser Reise machte sein Tross halt in „Stenvorde in regione Dreni“. Zur damaligen Zeit bestand Drensteinfurt nur aus einem Oberhof an einer steinernen Furt in der Werse. Diese verkehrsgeographisch günstige Lage führte dazu, dass die Siedlung schnell eine zentralörtliche Bedeutung für die umliegenden Bauernhöfe bekam. Vermutlich bestand die Siedlung jedoch schon im 7. Jahrhundert.

### 12. bis 14. Jahrhundert
Mit der Zeit wuchs die Siedlung immer weiter, und es wurde bald eine Pfarrgemeinde gegründet. Die erste Kirche, damals noch eher eine Privatkirche des Hofes des Grundherren, wurde ca. 1170 errichtet. Damit wurde aus dem recht losen Siedlungsgebilde allmählich ein kleines Dorf. Ab ca. 1300 konnten erste Ansätze einer Verstädterung gesehen werden, da zu diesem Zeitpunkt die ersten festen Gebäude aus Stein errichtet wurden. Eines der ersten Gebäude war neben der Kirche das Haus Steinfurt – das Herrschaftshaus der Grundherren. Ab 1428 wurde erstmals von einem Wigbold gesprochen.

### 15. Jahrhundert/Stadtbefestigung
Mit den verstärkt einsetzenden Wüstungen im 15. Jahrhundert wuchs auch Drensteinfurt immer weiter. Bauern und Siedler aus dem Umland siedelten sich in Dorfnähe an. Dies erhöhte zwar auf der einen Seite die Bevölkerungsdichte, führte aber auch dazu, dass viele Bauernhöfe nun für Angreifer sehr konzentriert und in exponierter Lage waren. Aus diesen Gründen wurde eine Stadtbefestigung mit vier Stadttoren errichtet, deren ungefähre Position im heutigen Stadtbild durch Steinmauern wieder kenntlich gemacht wurden. Die Stadttore entstanden 1437 und 1468. Gegen Ende des 16. Jahrhunderts wurde die Befestigung nochmals verstärkt. Trotz der Kriegswirren im 16. und 17. Jahrhundert blieb die Stadt von größerem Unheil verschont.

### 16. bis 18. Jahrhundert
Diese Jahrhunderte waren von starken städtebaulichen Erweiterungen geprägt. Vorangetrieben durch die Grundherren auf Haus Steinfurt wurden z. B. viele Gaden errichtet. Die meisten Baudenkmäler und Sehenswürdigkeiten der Stadt stammen aus dieser Zeit.

### 19. Jahrhundert/Industrialisierung/Strontianitabbau
Ein wichtiger Impuls für die Wirtschaft des Ortes war der 1846 begonnene Bau der Eisenbahnstrecke von Münster nach Hamm. Innerhalb von zwei Jahren wurde die 34,7 km lange Strecke fertiggestellt. Als einziger Zwischenhalt entstand ein Bahnhof in Drensteinfurt. Dieser diente zu Beginn vor allem dem Transport von Vieh, übernahm jedoch in der Zeit des Strontianitbergbaus eine zentrale Funktion beim Abtransport des als Katalysator in der Zuckerindustrie verwendeten Minerals. Dabei wurde das Strontianit mit Pferdefuhrwerken sogar aus Ascheberg und Herbern zum Drensteinfurter Bahnhof gebracht und abtransportiert.
In der zweiten Hälfte des 19. und zu Beginn des 20. Jahrhunderts erlangte Drensteinfurt wirtschaftlichen Wohlstand durch den Abbau von Strontianit. 1877/78 wurden die ersten Schachtanlagen Bertha und Maria in der Bauerschaft Rieth errichtet. In den umliegenden Bauerschaften entstanden daraufhin weitere Schachtanlagen. Der wirtschaftliche Erfolg dauerte jedoch nicht lange an. 1930 schloss der letzte Betrieb. Noch immer zeugen Gebäude wie die Villa Schmidt von dem Reichtum, den der Abbau mit sich brachte. Heute erinnern die Strontianitstraße im Industriegebiet Viehfeld und der Strontianitlehrpfad im Adenauer-Wohngebiet an diese Zeit der Drensteinfurter Stadtentwicklung.

### 1939–1945
Über 200 Männer und zwei Frauen aus Drensteinfurt fanden während des Zweiten Weltkriegs oder danach in Gefangenschaft den Tod oder wurden vermisst. Hinzu kamen die Opfer der Fliegerangriffe und die jüdischen Opfer des Nationalsozialismus.
Zwischen 1940 und 1945 fanden im Raum Drensteinfurt mehrfach Fliegerangriffe und Bombenabwürfe statt. Der mit 64 Toten und 200 Verletzten (davon 60 schwer) schwerste Bombenangriff fand um ca. 11 Uhr am 23. März 1944 statt. Dabei wurden 496 schwere Sprengbomben auf das Stadtgebiet und die angrenzenden Fellergärten abgeworfen. Viele Gebäude im Innenstadtbereich wurden vollständig zerstört oder schwer beschädigt. Konnte sich Drensteinfurt bis dahin die Bausubstanz aus dem Mittelalter erhalten, wurde durch die Bombenangriffe eine umfangreiche Sanierung und Neubebauung nötig.
Der letzte Bombenangriff auf Drensteinfurt erfolgte in der Nacht vom 26. auf den 27. März 1945. Dabei wurde das Haus Dieckmann auf dem Westwall getroffen. Neun Bewohner starben. Am 31. März 1945 endete mit dem Einmarsch amerikanischer Einheiten der Zweite Weltkrieg in Drensteinfurt, nachdem 80 Lehrgangsteilnehmer einer Militärschule in Detmold vergeblich versucht hatten, die Stadt zu verteidigen.
In der Zeit von 1933 bis 1945 wurden die jüdischen Bürger Drensteinfurts zunehmend ausgegrenzt und verfolgt. 1938 lebten 27 oder 28 Juden in der Stadt. Während der Novemberpogrome 1938 (9.–10. November 1938) wurden etliche Juden schwer misshandelt, der jüdische Friedhof geschändet und die Synagoge verwüstet. Das restaurierte Gebäude ist heute eine „Kulturstätte mit erinnerndem und mahnendem Charakter“.
Die Familien Simon, Siegfried, Hubert Terhoch und dessen Bruder Alex emigrierten Ende 1938 nach Uruguay. Zehn jüdische Drensteinfurter blieben im Ort. Im Dezember 1941 wurden sie auf einem Lastwagen nach Münster verbracht und von dort mit der Reichsbahn nach Riga in das Konzentrationslager verschleppt. Außer Herta Salomon wurden sie alle dort ermordet. Herta Salomon wanderte 1949 nach Israel aus.

### Geplante Großprojekte der 1960er und 1970er Jahre

#### Protonenbeschleuniger
Im Jahr 1967 war die Stadt Drensteinfurt der einzige deutsche Kandidat, den die Bundesrepublik Deutschland ins Rennen um den Standort eines Teilchenbeschleunigers der Europäischen Organisation für Kernforschung (CERN) schickte. 1963 hatte sich CERN entschlossen, in einem der Mitgliedsstaaten eine solche Forschungsanlage zu errichten. Jedes Mitgliedsland legte Kandidaten fest. Nachdem die anderen deutschen Kandidaten Ebersberger Forst bei München und Saarlouis im Saarland von einer Fachkommission im Bundesforschungsministerium abgelehnt worden waren, blieb Drensteinfurt als einziger Kandidat im Rennen. Im Jahre 1966 fanden im Ortsteil Mersch erste Probebohrungen zur Untersuchung der geologischen Beschaffenheiten statt. Das Ergebnis wies Drensteinfurt als geologisch ideal für eine solche Einrichtung aus. Auch die anderen von CERN gestellten Bedingungen wurden erfüllt.
- tektonisch ruhige Lage
- Nähe einer größeren Stadt (Münster, Hamm, Ruhrgebiet)
- Nähe einer Hochschule (Münster, Ruhrgebiet)
- Nähe von Autobahn und Eisenbahn (A 1, A 43, Bahnstrecke Münster–Hamm)
- Infrastruktur für großen Strom- und Wasserverbrauch

Die Baukosten wurden auf 1,5 bis 2 Milliarden DM veranschlagt. Im Jahre 1969 sollte mit den Bauarbeiten begonnen werden, doch die Entscheidung wurde hinausgezögert, als Großbritannien aus der Finanzierung aussteigen wollte. Auch Frankreich konnte keine verbindliche Finanzierungszusage geben. Erst im Sommer 1969 wurde eine Entscheidung getroffen: Der Teilchenbeschleuniger sollte nicht gebaut werden. Erst 1989 wurde dann tatsächlich mit dem LEP ein Teilchenbeschleuniger von CERN gebaut – allerdings am Stammsitz von CERN in Genf.

#### Großflughafen
Im Jahre 1970 wurde das südliche Münsterland als Standort für einen dritten Flughafen in NRW (neben Düsseldorf und Köln-Bonn) auserkoren, da die bisherigen Flughäfen an ihre Kapazitätsgrenzen stießen und das Münsterland, das südliche Niedersachsen sowie Westfalen-Lippe bisher unzureichend an das Luftverkehrsnetz angeschlossen waren. Zwischen Drensteinfurt, Sendenhorst und Albersloh sollte dieser 2000 ha große Flughafen gebaut werden. Es wurden 250 Millionen DM für den Bau veranschlagt, in der Endausbaustufe sogar 1,1 Milliarden DM. Im Jahre 1990 hätte eine zweite Ausbaustufe mit einer weiteren Start- und Landebahn errichtet werden sollen. Im Januar 1973 wurde jedoch auch dieses Projekt aus Finanzierungsgründen vom Land Nordrhein-Westfalen verworfen. Hauptgrund für das Scheitern des Projektes war jedoch das Veto der Britischen Rheinarmee. Das Münsterland war während des Kalten Krieges von zahlreichen Tiefflugschneisen durchzogen.

#### Automobilrennstrecke
Nach Protonenbeschleuniger und Großflughafen wurde 1971 ein drittes Projekt recht konkret: Die Autorennstrecke Münsterlandring sollte auf Grund von Standortvorteilen (gute verkehrstechnische Erschließung) auf Drensteinfurter Stadtgebiet errichtet werden. Die eigens hierfür von einem Münsteraner Automobilclub gegründete Münsterlandring GmbH war mit der Planung des Projektes betraut. Neben einer Auto- und Motorradrennstrecke sollte auch eine Pferderennbahn realisiert werden. Doch auch dieses ehrgeizige Projekt starb vor der Realisierung an einer mangelnden Finanzierung.

#### (Kern)Kraftwerk
Seit Mitte der 1970er Jahre war im Bereich des Gemeindegebiets von Drensteinfurt Fläche für den Bau eines konventionellen oder eines Kernkraftwerks vorgesehen. Der Rat sprach sich 1977 dafür aus, dass diesen Plänen nur zugestimmt werden könne, „wenn eine Gefährdung der Bevölkerung nicht zu erwarten ist“. Konkrete Folgen der Planung sind nicht bekannt. Nach dem 2011 beschlossenen deutschen Atomausstieg war dieses Vorhaben jedoch auch hinfällig.

### Eingemeindungen
Am 1. Juli 1969 wurden mit dem Gesetz zur Neugliederung von Gemeinden des Landkreises Lüdinghausen die Gemeinden Kirchspiel Drensteinfurt und Walstedde integriert. Am 1. Januar 1975 folgte durch das Münster/Hamm-Gesetz Rinkerode.

### Konfessionsstatistik
Von den 16.464 Einwohnern gaben 51 % (8391) „römisch-katholisch“ an, 15 % sind evangelisch und 34 % haben eine Angabe zu einer anderen oder keinen öffentlich-rechtlichen Religionsgesellschaft gemacht (Stand 31. Dezember 2024). Jahresende 2021 gehörten noch 59 % der Gesamtbevölkerung der katholische Kirche an.
Im Jahr 2022 gab es 261 katholische Kirchenaustritte und 2023 waren es 121 (insgesamt fast 3 % der Gesamtbevölkerung).

### Archiv
Im Zweiten Weltkrieg war Drensteinfurt von Bombenangriffen betroffen. Ein Bombenangriff vernichtete neben den Wohngebäuden auch das Amtsgebäude in Drensteinfurt und damit jegliche Aktenüberlieferung von vor 1944. Seit 2002 liegt das Archiv der Stadt Drensteinfurt im Kreiszentralarchiv Warendorf.

## Politik

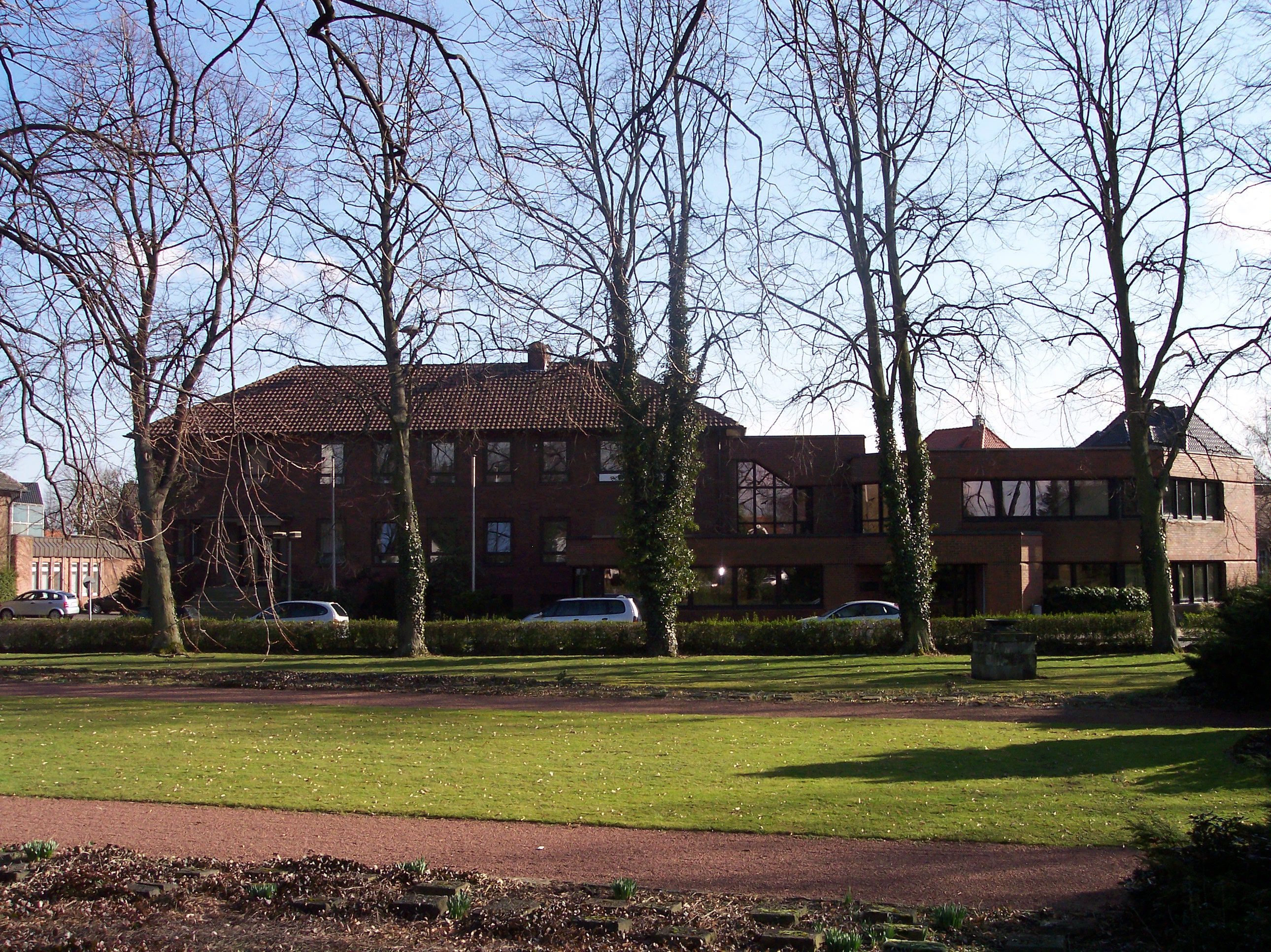
Stadtverwaltung

### Bürgermeisterwahl 2020
Am 13. September fand in Drensteinfurt die Wahl zum Bürgermeister statt. Als parteiloser Kandidat trat zum zweiten Mal Carsten Grawunder an, der von der SPD unterstützt wurde. Die Grünen schickte mit Heidi Pechmann die einzige Gegenkandidatin ins Rennen.
Wahlergebnis:
| Partei | Kandidat          | Ergebnis | Stimmen |
| ------ | ----------------- | -------- | ------- |
| SPD    | Carsten Grawunder | 82,55 %  | 7037    |
| GRÜNE  | Heidi Pechmann    | 17,45 %  | 1488    |

### Ratswahl 2020
Die Gemeinderatswahl fand am 23. September 2020 statt. Danach setzt sich dieses Gremium wie folgt zusammen:
| Partei | Ergebnis | Sitze (+/−) |
| ------ | -------- | ----------- |
| CDU    | 50,9 %   | 17 (+1)     |
| SPD    | 18,5 %   | 06 (−1)     |
| GRÜNE  | 20,5 %   | 06 (−1)     |
| FDP    | 08,3 %   | 03 (+1)     |

### Bürgermeisterwahl 2014
Am 25. Mai setzte sich der parteilose Carsten Grawunder, der von der SPD und den Grünen unterstützt wurde, bei der Bürgermeisterwahl gegen den bisherigen Amtsträger Paul Berlage, der von der CDU nominiert wurde, durch.
Wahlergebnis:
| Partei    | Kandidat          | Ergebnis | Stimmen |
| --------- | ----------------- | -------- | ------- |
| SPD/GRÜNE | Carsten Grawunder | 50,77 %  | 4224    |
| CDU       | Paul Berlage      | 49,23 %  | 4096    |

### Ratswahl 2014
Die Gemeinderatswahl fand am 25. Mai 2014 statt. Wegen des Todes des Grünen-Kandidaten Johannes Deventer kurz vor dem Wahltag erfolgte im Wahlbezirk 13 in Rinkerode am 15. Juni eine Nachwahl.
Danach setzt sich dieses Gremium wie folgt zusammen:
| Partei | Ergebnis | Sitze (+/−) |
| ------ | -------- | ----------- |
| CDU    | 48,8 %   | 16 (−2)     |
| GRÜNE  | 20,2 %   | 07 (+1)     |
| SPD    | 22,7 %   | 07 (+2)     |
| FDP    | 06,7 %   | 02 (−1)     |

### Bürgermeisterwahl 2009
Am 30. August fand in Drensteinfurt die Wahl zum Bürgermeister statt. Für die CDU trat zum zweiten Mal der parteilose Jurist Paul Berlage an, die FDP schickte mit Norbert Tschirpke den einzigen Gegenkandidaten ins Rennen.
Wahlergebnis:
| Partei | Kandidat          | Ergebnis |
| ------ | ----------------- | -------- |
| CDU    | Paul Berlage      | 84,6 %   |
| FDP    | Norbert Tschirpke | 15,4 %   |

### Ratswahl 2009
Nach der Stadtratswahl am 30. August 2009 setzt sich dieses Gremium wie folgt zusammen:
| Partei | Ergebnis | Sitze (+/−) |
| ------ | -------- | ----------- |
| CDU    | 54,4 %   | 18 (−1)     |
| GRÜNE  | 18,9 %   | 06 (+2)     |
| SPD    | 17,1 %   | 05 (−2)     |
| FDP    | 09,6 %   | 03 (+1)     |

### Haushaltslage
Die Stadt ist mit 341 Euro je Einwohner gering verschuldet (Vergleichszahlen: 3183 Euro pro Einwohner im NRW-Schnitt, Verbindlichkeiten im Kreis Warendorf: 1502 Euro je Einwohner).

### Wappen

Wappen bis 1976

| Wappen der Stadt Drensteinfurt | Blasonierung: „In Blau auf gewelltem, mit drei Reihen silberner (weißer) Steine belegtem Schildfuß ein linksschreitender silberner (weißer) Hirsch mit silbernem (weißem) dreiblättrigem Zweig im Geäse“ |
| Wappen der Stadt Drensteinfurt | Wappenbegründung: Das Wappen wurde am 26. August 1976 vom Regierungspräsidenten in Münster verliehen. Das 1595 befestigte ehemalige Wigbold führte keine alten Siegel. Am 31. März 1971 wurde das erste Wappen genehmigt, welches drei Kugeln zusätzlich im rechten Obereck führte; sie stammten aus dem Wappen des Adelsgeschlechts Walstedde; die gleichnamige Gemeinde wurde 1969 eingemeindet. Hirsch und Zweig stammen von einem Gerichtssiegel aus dem späten 18. Jahrhundert. Die Steine im gewellten Schildfuß deuten auf den Ortsnamen und sind demnach „redend“. Die Farben Blau und Silber stammen von den Freiherrn von Recke, welche von 1429 bis Mitte des 18. Jahrhunderts in Drensteinfurt ansässig waren. |

### Flagge und Banner
|  | 00Hissflagge: „Die Flagge ist geteilt von Blau und Weiß mit dem Wappen in der Mitte.“ |

|  | 00Banner: „Das Banner ist gespalten von Blau und Weiß mit dem Wappen oberhalb der Mitte.“ |

### Städtepartnerschaft
Seit 2017 besteht zwischen Drensteinfurt und Ingré (Frankreich) eine Partnerschaft.

## Wirtschaft und Infrastruktur

### Trinkwasser
Das Trinkwasser wird von Gelsenwasser aus den Ruhr-Wasserwerken Echthausen und Halingen geliefert und über ein 89 Kilometer langes Rohrnetz verteilt.

### Verkehr

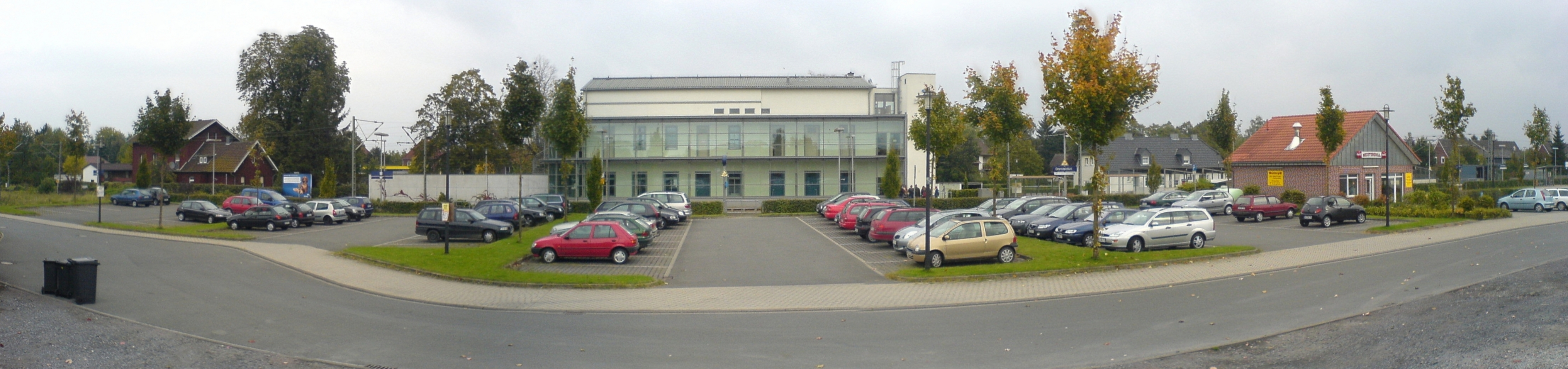
Bahnhof mit Pendlerparkplatz

In Nord-Süd-Richtung wird Drensteinfurt von der Bahnstrecke Münster–Hamm mit Bedienung der Bahnhöfe Drensteinfurt, Rinkerode und Mersch durch Nahverkehrszüge und der nahezu parallel laufenden Bundesstraße 54 durchkreuzt. Zusammen mit den Bushaltestellen im Stadtgebiet ist Drensteinfurt auf diese Weise an die Verkehrsgemeinschaft Münsterland angeschlossen. Am Bahnhof Drensteinfurt halten Züge der Linien RE 7 und RB 69/89.
| Linie    | Verlauf | Takt                                                                                        |
| -------- | --- | ------------------------------------------------------------------------------------------- |
| RE 7     | Rhein-Münsterland-Express: Rheine – Emsdetten – Greven – Münster Hbf – Münster-Hiltrup – Drensteinfurt – Hamm (Westf) Hbf – Bönen – Unna – Holzwickede – Schwerte – Hagen Hbf – Ennepetal (Gevelsberg) – Schwelm – Wuppertal-Oberbarmen – Wuppertal Hbf – Solingen Hbf – Opladen – Köln Messe/Deutz – Köln Hbf – Dormagen – Neuss Hbf – Meerbusch-Osterath – Krefeld-Oppum – Krefeld Hbf Stand: Fahrplanwechsel Dezember 2023 | 60 min                                                                                      |
| RB 69/89 | Ems-Börde-Bahn: Münster (Westf) Hbf – Münster-Hiltrup – Rinkerode – Drensteinfurt – Mersch (Westf) – Bockum-Hövel – Hamm (Westf) Hbf (Flügelung, Zugteil nach Bielefeld als RB69, Zugteil nach Paderborn/Warburg als RB 89) – … RB 69: … – Heessen – Ahlen (Westf) – Beckum-Neubeckum – Oelde – Rheda-Wiedenbrück – Gütersloh Hbf – Isselhorst-Avenwedde – Bielefeld-Brackwede – Bielefeld Hbf RB 89: … – Welver – Borgeln – Soest – Bad Sassendorf – Lippstadt – Dedinghausen – Ehringhausen – Geseke – Salzkotten – Scharmede – Paderborn Hbf – Altenbeken – Willebadessen – Warburg (Westf) Stand: Fahrplanwechsel Dezember 2021 | 60 min 30 min (Münster–Hamm wochentags) 30 min (Hamm–Paderborn) 120 min (Paderborn–Warburg) |

In Ost-West-Richtung verläuft die B 58 durch das Stadtgebiet. Durch eine 1988 eingeweihte Umgehungsstraße führt diese nun nicht mehr mitten durch den Ort, sondern wird auf der Ost-Tangente am Ort vorbeigeleitet. 
In Drensteinfurt beginnt die B 63, die nach Wickede (Ruhr) über Hamm und Werl führt.
Die Anschlussstelle Ascheberg (79) der A 1 (Dortmund – Bremen) ist etwa neun Kilometer entfernt. Die Anschlussstelle Beckum der A 1 (Dortmund – Hannover) ist etwa 27 Kilometer entfernt.
Drensteinfurt ist an die Radwanderwege 100-Schlösser-Route und Werse Rad Weg angeschlossen.
Das Ultraleichtfluggelände Drensteinfurt liegt etwa 3 km südlich des Zentrums.

### Tourismus
Durch Drensteinfurt führen mit dem Werse Rad Weg und der 100-Schlösser-Route zwei Münsterländer Fahrradrouten. Auf Drensteinfurt Gebiet liegen vier Wasserschlösser: Haus Bisping, Haus Borg, Haus Steinfurt und Haus Venne (mit barocker Schlosskapelle).

### Ortsansässige Unternehmen
Die 1963 gegründete Klein GmbH & Co. KG hat sich auf die Zubereitung von Geflügelfleisch spezialisiert. Am Firmensitz in Drensteinfurt arbeiten etwa 60 Angestellte.
Größter industrieller Arbeitgeber ist die Firma Umformtechnik Merten & Storck GmbH, welche 1904 als Emaillierwerk Merten & Storck gegründet wurde und überregional durch Topfwaren der Marke Kochstar bekannt ist.

Ein weiterer großer Arbeitgeber ist die 1978 gegründete Drensteinfurter Transport und Speditions GmbH & Co. KG mit einem auf Tanktransporte im Fernverkehr spezialisierten Fuhrpark.

Seit Ende Januar 2008 ist die Firma Lancier Cable GmbH in Drensteinfurt ansässig (vormals in Münster-Wolbeck). Sie stellt vor allem Maschinen für den Starkstromleitungsbau her.
Im September 2012 beauftragten Rat und Hauptausschuss die Stadtverwaltung, die Konzessionsverträge mit der RWE und den Stadtwerken Münster wegen des Betriebes des Stromnetzes zum 31. Dezember 2014 zu kündigen. Danach strebte die Stadt die Regie des Stromversorgungsnetzes durch eine eigene, von ihr beherrschte GmbH an. Seit Sommer 2018 ist dies die Stadtwerke Ostmünsterland GmbH & Co. KG.

### Arbeitnehmer-Mobilität
Nach Angaben des statistischen Landesamtes (IT.NRW) standen im Jahr 2023 6 795 Auspendler 2 084 Einpendlern nach Drensteinfurt gegenüber.

## Bildung

### Grundschulen
- Kardinal-von-Galen-Schule
- Lambertus-Grundschule (Drensteinfurt-Walstedde)
- Katholische Grundschule Rinkerode

### Sekundarschule
- Teamschule Drensteinfurt (ab Schuljahr 2012/13)

### Ehemalige Schulen
Die Christ-König-Schule (Hauptschule) und die Städtische Realschule Drensteinfurt sind wegen der Einführung der Sekundarschule, die im Schuljahr 2012/13 stattfand, zum Sommer 2017 ausgelaufen.

## Sport

### Sportstätten
Mit der 1987 eingeweihten Dreingau-Halle, dem Erlbad und der Sportanlage im Erlfeld besitzt die Stadt Drensteinfurt drei große Sportstätten, die für den Breitensport zur Verfügung stehen. Ferner gibt es die Sporthallen an der Kardinal-von-Galen-Schule und an der Christ-König-Schule.

### Breitensport
Die DJK Olympia Drensteinfurt von 1955 ist mit ca. 1500 Mitgliedern der größte Sportverein im Ort. Sein Schwerpunkt ist der Breitensport mit Angeboten zu Badminton, Volleyball, Turnen, Gymnastik, Tanzen, Aerobic und Handball. Ein Schwerpunkt ist auch der Gesundheitssport mit Rückenschule, Wirbelsäulengymnastik, Bewegungsschule und Seniorenfitness.

### DLRG
Eine Ortsgruppe der DLRG besteht seit 1967 als Verein mit über 499 Mitgliedern (Stand: 2023). Sie fördert den lokalen Schwimmsport, insbesondere durch Kinder- und Jugendarbeit, auch außerhalb der Freibadsaison. Außerdem führt die Ortsgruppe regelmäßig Seminare für die Ausbildung zum Rettungsschwimmer durch und bietet regelmäßig Erste Hilfe Kurse an.

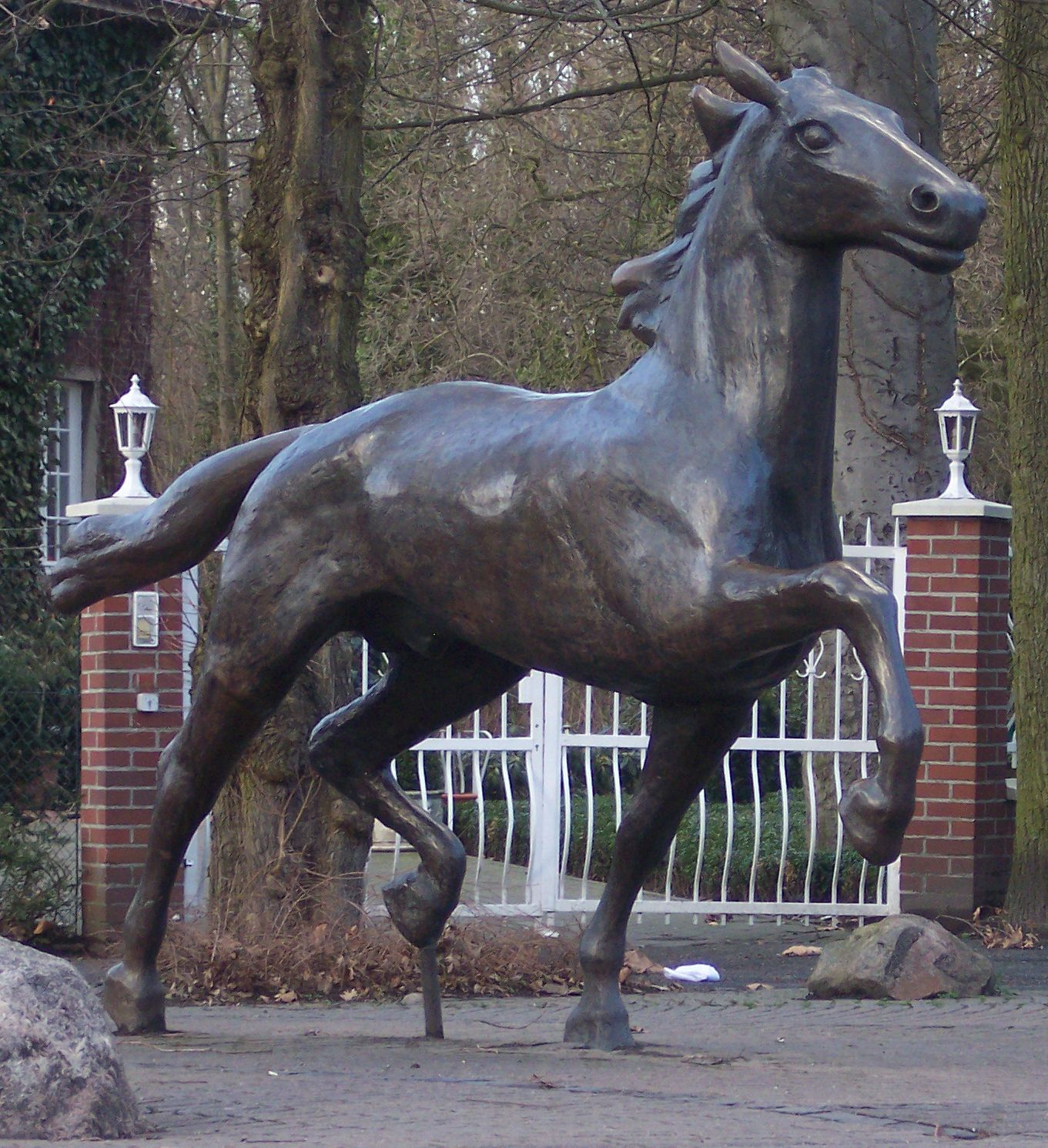
Pferdestatue in der Mühlenstraße, 1993

### Pferdesport
Der Reitverein Drensteinfurt wurde im Jahre 1924 gegründet. Die Reitanlage befindet sich auf dem Hof Nathrath in der Bauerschaft Mersch.
Um das Erlfeld führt eine 850 m lange Pferderennbahn. Jeden August veranstaltet der Rennverein Drensteinfurt Pferderennen, mit mehreren Tausend Besuchern. 1993 errichtete der Verein in der Mühlenstrasse eine Pferdestatue.

### Handball
Die Handballer des DJK Drensteinfurt sind mit dem TuS Ascheberg eine „Handballehe“ unter dem Namen HSG Ascheberg/Drensteinfurt eingegangen. Die erste Damen- und Herrenmannschaft spielen jeweils in der Bezirksliga.

### Fußball
Fußballerisch ist Drensteinfurt durch den SV Drensteinfurt in der Bezirksliga vertreten. Dieser Verein ging 1989 aus einer Fusion des BV Drensteinfurt 1910 mit dem SV Werseclub 1970 hervor.
Weiterhin existiert im Ortsteil Rinkerode der SV Rinkerode von 1912. Die erste Herrenmannschaft spielt aktuell in der Kreisliga A.
Die erste Herrenmannschaft der Fortuna aus Walstedde spielt in der Kreisliga A Beckum.

### Tennis
Der Tennis-Club Drensteinfurt von 1972 besitzt benachbart zur großen Sportanlage im Erlfeld eine Tennishalle mit zwei Plätzen und acht Außenplätzen.

### Schach
Der Verein Schachfreunde Drensteinfurt e. V. wurde am 26. November 2004 in Drensteinfurt gegründet. Er hat sich zum Ziel gesetzt, das Schachspiel zu pflegen und zu fördern. Insbesondere widmet er sich der Aufgabe, die Jugend für das Schachspiel zu gewinnen. Der Verein nimmt mit drei Mannschaften im Verband Münsterland am Spielbetrieb teil, wobei die erste Mannschaft in der Saison 2011/2012 erstmals in der Bezirksliga spielt.

### Angelsport
In Drensteinfurt gibt es zwei im Deutschen Angelfischerverband organisierte Angelvereine mit intensiver Jugendarbeit: im Ortsteil Drensteinfurt den Angelverein Wersetal 80 e. V. und im Ortsteil Rinkerode den ASC-Rinkerode e. V.

## Sehenswürdigkeiten

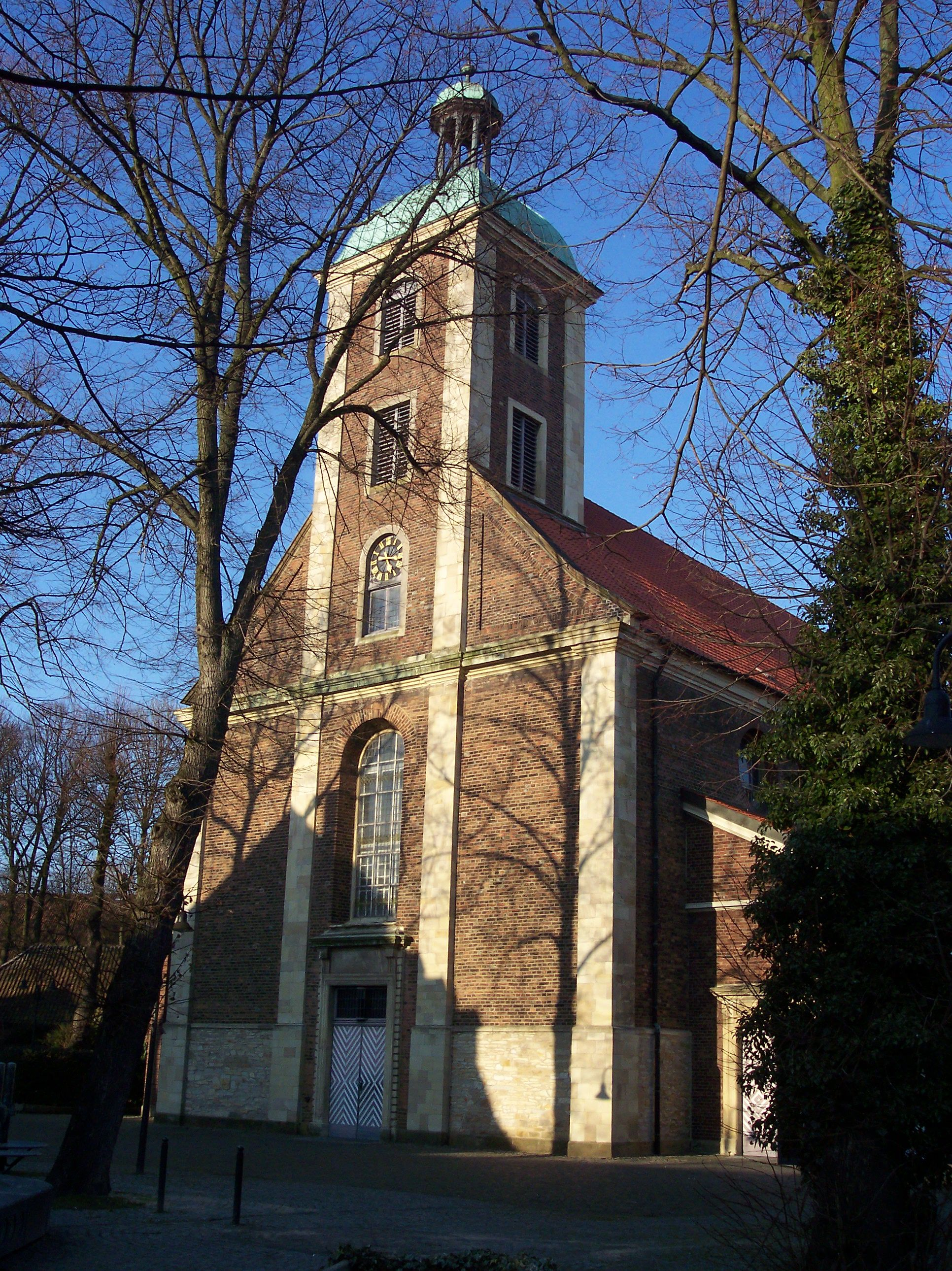
Pfarrkirche St. Regina im Ortszentrum

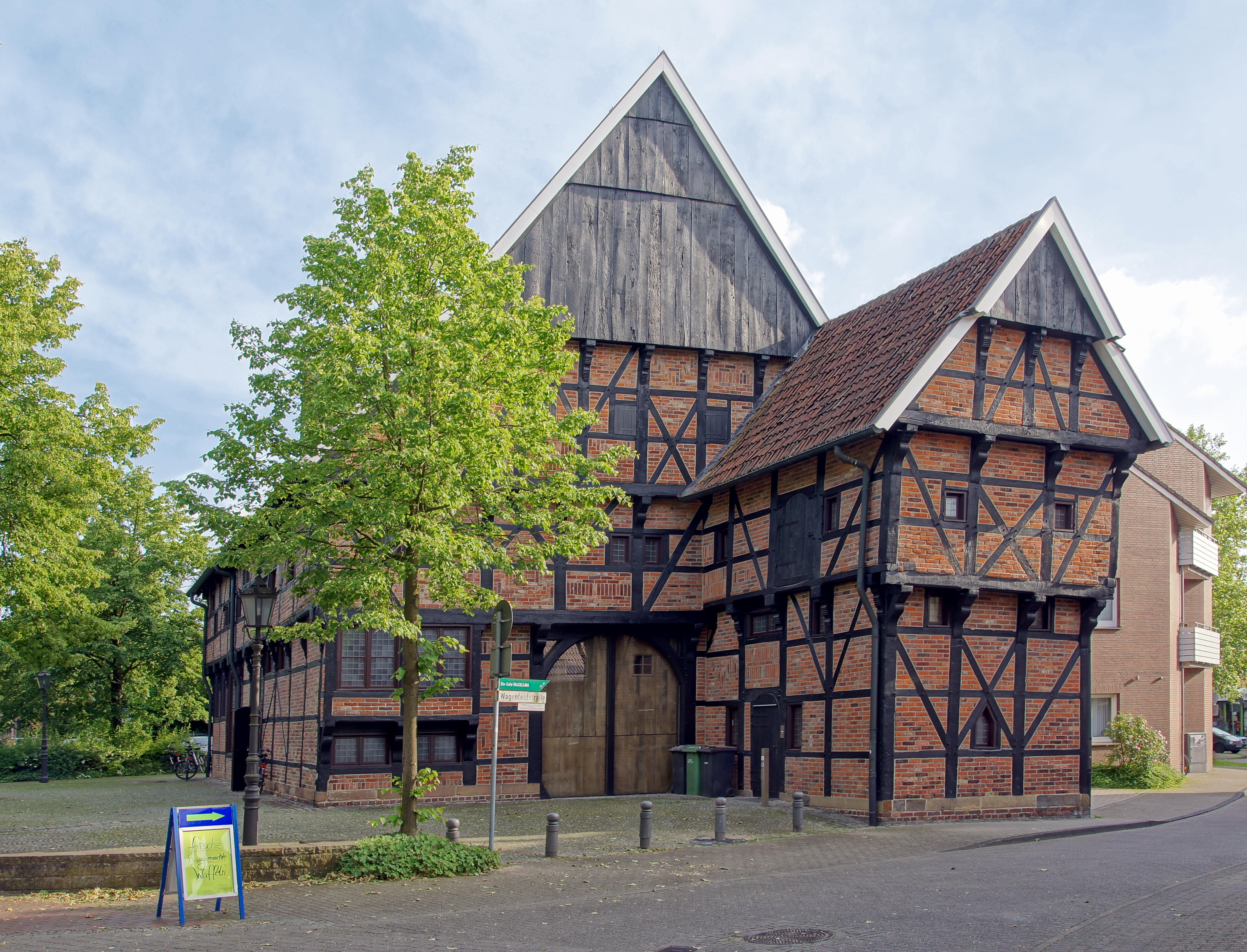
Die Alte Post in Drensteinfurt

Die Stadt hat sich ihren ländlichen Charakter teilweise erhalten. Neben der klassizistischen Pfarrkirche St. Regina im Ortszentrum sind das von Johann Matthias Freiherr von der Reck als Dreiflügelanlage neu erbaute Haus Steinfurt an der Werse sowie die im Stadtteil Rinkerode gelegenen Wasserburgen Haus Borg und Haus Bisping und das im Stadtzentrum in der Alten Post von 1647 untergebrachte Rat- und Bürgerhaus nennenswert. Auch Haus Venne in Mersch ist sehenswert. Darüber hinaus ist die ehemalige Synagoge Drensteinfurt von 1872 eine der wenigen weitgehend originalgetreu erhaltenen Synagogen im ländlichen Westfalen.
Am Landsbergplatz, benannt nach Franz Anton Freiherr von Landsberg, befindet sich neben der Stadtverwaltung und der Villa Schmidt aus der Zeit des Strontianitabbaus auch das 1938 eingeweihte Kriegerehrenmal der Stadt Drensteinfurt.
Die Loretokapelle ist ein denkmalgeschütztes Kirchengebäude außerhalb des Ortskerns.
Trotz der Zerstörungen im Zweiten Weltkrieg und der nach 1968 durchgeführten Ortskernsanierung blieben mehrere ältere Wohnbauten erhalten:
- Kirchplatz 9, wohl vor 1550 errichtet, 1982 verändert
- Kirchplatz 12 (Kaplanei); Fachwerkbau mit Krüppelwalmdach aus der ersten Hälfte des 18. Jahrhunderts.
- Markt 3 (ehemaliges Pastorat); Der neobarocke Backsteinbau mit Mittelrisalit wurde 1912/13 errichtet.
- Markt 8. Das zweigeschossige, mehrfach veränderte Giebelhaus mit Taustabknaggen stammt im Kern aus dem 16. Jahrhundert. Die Utlucht wurde um 1800 hinzugefügt. Im Inneren haben sich Reste einer bemalten Holzbalkendecke erhalten.
- Mühlenstraße 7, zweigeschossiger Fachwerkbau mit Krüppelwalmdach, der wohl in der zweiten Hälfte des 16. Jahrhunderts erbaut und 1651 umgebaut wurde. Das hintere Drittel wurde nach der Zerstörung im Zweiten Weltkrieg 1958 in Betonfachwerk neu aufgeführt.
- Am Südwall stehen noch zwei Fachwerktraufenhäuser des 19. Jahrhunderts, die den Verlauf der einstigen Ortsbefestigung markieren.

## Persönlichkeiten

### Söhne und Töchter der Stadt
- Wolter Westerhues (um 1470–1548), Glockengießer in Westfalen, wurde in Rinkerode geboren.
- Christoph Bernhard von Galen (1606–1678), geboren auf Haus Bisping, Fürstbischof von Münster
- Johann Detmar von Ascheberg (1649–1677), Stammherr und Amtsdroste in Werne
- Franz Engelbert von Landsberg zu Erwitte (1739–1810), Domherr in Paderborn und Münster
- Engelbert Reismann (1809–1872), Bischöflich Münsterscher Offizial im Offizialatsbezirk Oldenburg
- Friedrich zu Solms-Braunfels (1864–1936), Offizier und Abgeordneter in der 1. Kammer der Landstände des Großherzogtums Hessen
- Adolf Terhoch (1884–1953), jüdischer Viehhändler in Ramsdorf, mit der Familie 1939 Flucht nach Kanada
- Gerhard Ribbeheger (1918–2007), Politiker (Zentrum), Mitglied des Bundestages und Stadtverordneter in Haltern
- Hermann Aschwer (* 1947), Triathlet
- Josef Rickfelder (* 1951), geboren in Rinkerode, Landtagsabgeordneter der CDU (2010–2012)
- Oskar Burkert (* 1951), Politiker (CDU), Bürgermeister von Hamm und Abgeordneter im Landtag von Nordrhein-Westfalen

### Personen mit Bezug zum Ort
- Dietrich IV. von Volmerstein (1335–1396), mittelalterlicher Adliger aus dem Hause Volmestein. Bis zum Tod seiner Mutter lebte er mit seiner Familie auf dem Rittersitz in Drensteinfurt
- Clemens Konermann (1874–1971), römisch-katholischer Pfarrer, wirkte ab 1924 insgesamt rund 46 Jahre als Seelsorger in Walstedde; langjähriger Dechant des Dekanats Werne und Ehrenbürger von Walstedde; der Propst-Konermann-Weg ist nach ihm benannt
- Johannes Brockmann (1888–1975), langjähriger Vorsitzender der Zentrumspartei, lebte und verstarb in Rinkerode
- Peter Gabriel (* 1928), Autor mehrerer Jugendbücher, lebt in Drensteinfurt
- Ludger Edelkötter (1940–2022), Komponist, Träger des Bundesverdienstkreuzes, schrieb und komponierte viele moderne Kirchenlieder, von denen mehrere Eingang ins neue Gotteslob fanden, lebte und arbeitete viele Jahre in Drensteinfurt
- Günter Radowski (* um 1948), deutscher Boxer und Trainer, vierfacher DDR-Meister, lebt in Drensteinfurt
- Bernard Dietz (* 1948), deutscher Fußballspieler, Kapitän der Nationalmannschaft und Europameister 1980, lebt in Walstedde
- Thomas Meurer (1966–2010), Theologe und Sachbuchautor
- Stefan Romberg (* 1969), Landtagsabgeordneter der FDP (2000–2012), lebt in Drensteinfurt
- Markus Diekhoff (* 1978), Landtagsabgeordneter der FDP (2017–2022), lebt in Drensteinfurt
- Norbert Tschirpke (* 1957), Künstler, Kulturmanager, lebte in Drensteinfurt (2000–2013)